# Susana Cabuchi
Susana Cabuchi (Jesús María, Córdoba, Argentina, 1948-26 de julio de 2022) fue una poeta argentina. Su obra, aunque no demasiado extensa, fue traducida a diferentes idiomas. 

## Formación
Estudió Letras Modernas en la Universidad Nacional de Córdoba y comenzó a escribir a partir de su vínculo con Alfredo Martínez Howard. Participó en múltiples talleres y grupos de escritura junto a otros grandes escritores. 
Además de ser su fundadora, se desempeñó como Directora del Departamento de Letras, Teatro e Historia hasta 1993. A su vez, dirigió talleres literarios y clínicas de escritura. Ha obtenido distinciones en certámenes literarios a nivel nacional e internacional. Ha integrado jurados de concursos literarios de poesía y narrativa de la provincia, del país y del exterior.

## Obra
El corazón de las manzanas - 1978
Patio solo - 1986
Álbum familiar - 2000
El dulce país y otros poemas - 2004
Detrás de las máscaras - 2008
Poética - 1965-2010
Album de famille – Livre CD - 2015
El viajero - 2018
El Corazón de las Manzanas - Edición homenaje - 2018
Siria - Ediciones Bernacle - 2022